# Embalse Culimo
El embalse Culimo es una obra hidráulica de almacenamiento de aguas con fines de uso agrícola ubicada en la Región de Coquimbo, Chile, más precisamente en el interior de la cuenca del río Quilimarí, no lejos de la localidad de Tilama a 51 km al sureste de Los Vilos. Su capacidad es de 10 000 000 m³ y está diseñado para dar un 85% de seguridad al riego de aproximadamente 350 ha.: 9 
El embalse fue construido en 1930 por empresarios privados y no se dispone de mucha información sobre la construcción.: iV-147 

## Situación hídrica en 2018-19
| Comparación contenido Embalse Culimo                             |                                                                  |
| ---------------------------------------------------------------- | ---------------------------------------------------------------- |
| Gráfico no disponible temporalmente debido a problemas técnicos. |                                                                  |
| Contenido promedio histórico Contenido 2018-19                   |                                                                  |
|                                                                  | Gráfico no disponible temporalmente debido a problemas técnicos. |

El diagrama muestra la información de la Dirección General de Aguas sobre el volumen almacenado por el embalse durante los últimos 12 meses. El promedio histórico del volumen almacenado es 4,3 millones m³.